# السلم والثعبان (فلم)
السلم والثعبان هو فيلم مصري من إنتاج عام 2001 بطولة هاني سلامة وحلا شيحة وأحمد حلمي وطارق التلمساني ومن إخراج طارق العريان.
قصة الفيلم مأخوذة عن فيلم (About Last Night) المُنتج عام 1986.

## القصة
يدور الفيلم حول شابين «حازم» هاني سلامة و«أحمد» أحمد حلمي يعملان في شركة للدعاية والإعلان يمتلكها «يحيى» طارق التلمساني، وهما متعددا العلاقات النسائية، «حازم» كان متزوج ولديه طفلة ويلتقي بالفتاة الجميلة «ياسمين» حلا شيحة في أحد الحفلات التي تقيمها الشركة، يتعرف عليها ويحاول التقرب منها، بينما يعيش «أحمد» مع أسرته المتوسطة الحال، ويعاني من ديون ناتجة من تجارة الأب الراحل، ثم تمرض والدته وتموت.
ترفض«ياسمين» إقامة علاقة مع «حازم» فيهددها بالانفصال، وبالفعل يفترقان. ولكنه يشعر بالحب تجاهها ويأخذ بنصيحة مديره «يحيى» فيندم على أفعاله ويقرر العودة إليها لكنها ترفض، يعيش حازم حالة من الضياع ويهمل عمله، فينصحه يحيى بالاهتمام بعمله، يعود حازم لاهتمامه بعمله وابنته، بينما يطلب منه «أحمد» التقدم للزواج من ياسمين فترفض مرة أخرى، يحاول بشتى الطرق إقناعها بحبه.

## روابط خارجية
- مقالات تستعمل روابط فنية بلا صلة مع ويكي بيانات